# Abdellatif Jrindou
Abdellatif Jrindou (ur. 1 października 1974 w Casablance) – marokański piłkarz występujący na pozycji pomocnika.

## Kariera klubowa
Jrindou karierę rozpoczynał w 1994 roku w zespole Olympique Casablanca. W 1995 roku trafił do drużyny Raja Casablanca. Podczas 5 lat gry dla tego klubu, zdobył z nim 2 razy Afrykańską Ligę Mistrzów (1997, 1999), 5 mistrzostw Maroka (1996, 1997, 1998, 1999, 2000), Puchar Maroka (1996) oraz Superpuchar Afryki (2000).
W 2000 roku Jrindou przeszedł do klubu Al-Ahli Dubaj ze Zjednoczonych Emiratów Arabskich. W 2001 roku wrócił jednak do Raja Casablanca. Tym razem spędził tam 4,5 roku. W tym czasie z zespołem wywalczył mistrzostwo Maroka (2004), 2 Puchary Maroka (2002, 2005) oraz Puchar CAF (2003).
Na początku 2006 roku Jrindou odszedł do Al-Ettifaq z Arabii Saudyjskiej. Po pół roku wrócił jednak do ekipy Raja. W 2009 roku zdobył z nią mistrzostwo Maroka. W tym samym roku zakończył karierę.

## Kariera reprezentacyjna
W reprezentacji Maroka Jrindou zadebiutował w 1995 roku. W 1998 roku został powołany do kadry na Puchar Narodów Afryki. Zagrał na nim w meczu z Egiptem (1:0). Tamten turniej Maroko zakończyło na ćwierćfinale.
W latach 1995–2001 w drużynie narodowej Jrindou rozegrał łącznie 17 spotkań i zdobył 1 bramkę.